# Sônia Viegas
Sônia Maria Viegas de Andrade (Belo Horizonte, 7 de agosto de 1944 – 22 de outubro de 1989) foi uma filósofa, pesquisadora e professora universitária brasileira.
Conhecida como filósofa e pensadora da cultura, Sônia revolucionou o cenário cultural de Belo Horizonte durante a primeira metade da década de 1980, ao levar a filosofia para a cultura popular, fora dos muros da academia, analisando filmes e livros pela perspectiva filosófica. Criadora do Núcleo de Estudos de Filosofia dentro da Universidade Federal de Minas Gerais, onde lecionou por 22 anos, Sônia analisou Grande Sertão: Veredas, de Guimarães Rosa, pelo viés da filosofia, tornando-se uma das especialistas na obra.

## Biografia
Sônia nasceu na capital mineira, em 1944. Era filha de Geraldo Viegas, dentista, e de Maria da Conceição Viegas, dona de casa e costureira, sendo a quarta entre os sete filhos do casal. Sônia era uma leitora voraz quando criança e bastante curiosa. Leu várias obras de Monteiro Lobato, chegando a vencer um concurso da TV Itacolomi, ao responder ao vivo a uma série de perguntas sobre o autor e sua obra.
Em 1963, ingressou no curso de Filosofia da Faculdade de Filosofia e Ciências Humanas da Universidade Federal de Minas Gerais (UFMG), graduando-se com bacharelado e a licenciatura em Filosofia em 1966. Na faculdade conheceu Luís Aureliano Gama de Andrade, com quem se casou no mesmo ano da formatura, divorciando-se em 1974. Os dois tiveram duas filhas gêmeas, Ângela e Mônica.
Dois professores exerceram grande influência em sua trajetória acadêmica. O primeiro foi Henrique Cláudio de Lima Vaz (1921 — 2002), o Padre Vaz, que lhe despertou o interesse pela fenomenologia e pela filosofia da cultura. O segundo professor foi Moacyr Laterza (1928 — 2004), que viria a ser seu orientador no mestrado, que lhe colocou em contato com a estética, com a filosofia da arte e com o pensamento dos filósofos existencialistas.

## Carreira
Sônia ingressou na UFMG como professora da Faculdade de Filosofia e Ciências Humanas em 1967, onde lecionou por 22 anos. Suas aulas tiveram repercussão incomum e começaram a atrair alunos de fora e logo ela ofereceu cursos também em instituições como o Círculo Psicanalítico e o Cine Humberto Mauro. Em sua trajetória universitária, uma das características que sobressaem é a sua prática de pensar com a arte e a cultura. Sônia promoveu um diálogo com a literatura, as artes e o cinema e transformou essas expressões em terreno fértil para fomentar e inspirar a investigação filosófica. Sônia utilizava as artes de maneira a transpor os limites da academia para levar a filosofia até o público comum.
Em 1977, Sônia defendeu seu mestrado, intitulado A palavra poética e a palavra filosófica no Grande Sertão: Veredas. Em 1984, sua dissertação recebeu o prêmio “Cidade de Belo Horizonte” na categoria “Ensaio”, no Concurso Nacional de Literatura promovido pela prefeitura de Belo Horizonte. No ano seguinte, ela foi publicada em forma de livro, pela Editora Loyola, intitulado A vereda trágica do Grande Sertão: Veredas.
Nesta mesma época, participou intensamente do projeto “Cinema Comentado”, promovido pelo Savassi Cine Clube, assim como em eventos realizados na Sala Humberto Mauro, discutindo filmes e livros pelo viés da filosofia.

## Morte
Em 1986, Sônia descobriu um câncer de mama. Mesmo debilitada pela doença, Sônia continuou lecionando e criou o Núcleo de Estudos de Filosofia dentro da UFMG. Por um ano, o tumor pareceu regredir, mas ele retornou em 1988.
| “ | Minha doença não me tira a liberdade nem o desejo de viver. É, de princípio, uma forma de me submeter à fatalidade, à necessidade, melhor dizendo, e tento filtrar, através dela e com o seu suporte, o meu desejo. | ” |

Sônia morreu em 22 de outubro de 1989, em Belo Horizonte, aos 45 anos, em decorrência do câncer.

## Legado
Em 2009, nos vinte anos de morte de Sônia Viegas, seus escritos foram organizados em três volumes intitulados Sônia Viegas – Escritos, pela editora Tessitura, organizados pelas filhas de Sônia, as professoras Ângela e Mônica Viegas. São artigos publicados em revistas, congressos, encontros, artigos sobre cinema e literatura, além de reprodução de cartas pessoais.
Em março de 2019, um perfil biográfico foi lançado em Belo Horizonte, de autoria de Miriam Peixoto, do Departamento de Filosofia da Universidade Federal de Minas Gerais. Intitulado  Sônia Viegas – uma pensadora da cultura, da Conceito Editorial, o livro marca os trinta anos de morte de Sônia e faz uma retrospectiva de seu trabalho e filosofia.
Em fevereiro de 2021, o Centro Cultural da UFMG homenageou a filósofa Sônia Viegas em uma mostra de cinema, no CineCentro.

## Publicações

### Livros
- 1985 – A vereda trágica do Grande Sertão: Veredas. São Paulo: Edições Loyola.
- 1990 – Cinema Comentado: crônicas e ensaios. Organizado por Mônica Viegas com a colaboração de Anna Maria Viegas. Belo Horizonte: Núcleo de Filosofia Sônia Viegas.

### Capítulos de livros
- Andrade, S. M. V. de. (1982). "Considerações em torno de A reflexão sobre a história", de Henrique Vaz. In Palácio, C., S. J. (Org.). Cristianismo e história. São Paulo: Edições Loyola.
- Andrade, S. M. V. de.  (1983). "Fundamentos filosóficos da obra de Camões". In Duarte, L. P. (Org.). Estudos camonianos. (pp. 35-54). Belo Horizonte: Faculdade de Letras da UFMG.